# Воробины
Воробины (Воробьины) — древний русский дворянский род.
Однородцами является дворянский род Трусовы.

## Происхождение и история рода
У Андрея Ивановича Кобылы был брат Фёдор Иванович Шевляга, имевший сына Кирилла Воробу, от которого пошёл род Воробиных.
В конце XV столетия Воробины получили поместья в Водской и Шелонской пятинах, где упомянуты Ерёма (Ермолай), Дмитрий, Лев и Пётр Трусовы дети Воробины и Непорядня Воробин. На имя Неустроя Воробина написана царская грамота Василия III Ивановича в Ярославль (1508). Александр Дементьевич владел поместьем в Шелонской пятине (1571). Андрей Дмитриевич владел поместьем в Вяземском уезде (1594).
Старица Покровского монастыря упоминается (1631). В XVII столетии Воробины владели поместьями: Московском, Муромском, Галичском, Пошехонском и Костромском уездах.
Владимир Данилович владел населённым имением (1699).

## Известные представители
- Воробин Никита Дмитриевич — воевода в Уржуме (1615), Белой (1618), Осколе (1621—1622), Белоозере (1626), Романове на Волге (1627—1628), московский дворянин (1627—1629), постригся в монахи.
- Воробин Иван Дмитриевич — воевода в Ядрине (1615), Брянске (1618—1619).
- Воробин Данила Дмитриевич — воевода в Пошехони (1623).
- Воробин Данила Никитич — московский дворянин (1636—1677), воевода в Арзамасе (1668), местничал с Семёном Даниловичем Змеевым (1659)[4].
- Воробин Владимир Данилович — голова московских стрельцов (1679—1682), воевода в Арзамасе (1685), полковник, стольник (1686—1692)[3][5][6].